# جوليا ويلدون
جوليا ويلدون (بالإنجليزية: Julia Weldon)‏ هي ممثلة أمريكية، ولدت في 22 أبريل 1983.

## وصلات خارجية
- جوليا ويلدون على موقع IMDb (الإنجليزية)
- جوليا ويلدون على موقع قاعدة بيانات الفيلم (الإنجليزية)